# Святогорський дуб
Святогорський дуб росте в Краматорському районі  Донецької області недалеко від центральної садиби Національного парку «Святі гори» у Теплинському лісництві, квартал, виділ 31. Один з найбільших дубів Донецької області. Висота 29 м. Обхват — 6,40 м. Вік близько 600 років. Є огорожа.

## Виноски
1. 1 2   Шнайдер С. Л., Борейко В. Е., Стеценко Н. Ф. 500 выдающихся деревьев Украины. — К.: КЭКЦ, 2011. — 203 с.